# Palais de justice de Chambéry
Le palais de justice de Chambéry est un palais de justice situé en France sur la commune de Chambéry, dans le département de la Savoie en région Auvergne-Rhône-Alpes.
La décision d'édifier un bâtiment destiné à la justice à Chambéry est prise en 1848 par le gouvernement du royaume sarde et sa construction débute en 1850 en présence du roi Victor-Emmanuel II et de la reine Adélaïde. Les travaux s'étalent sur dix ans, si bien qu'en 1860, c'est au sein du nouvel édifice que sont proclamés les résultats du plébiscite sur l'annexion de la Savoie à la France le 29 avril.
Du fait de l'annexion, ni le souverain Victor-Emmanuel de Sardaigne, ni l'empereur français Napoléon III – qui n'est pas le commanditaire des travaux – ne désirent inaugurer officiellement le nouveau monument. C'est alors l'installation solennelle du premier procureur général le 28 juin 1860 qui tient lieu d'inauguration.
Le palais de justice de Chambéry est le siège de la cour d'appel de Chambéry et fait l'objet d'une inscription partielle au titre des monuments historiques depuis 1984.

## Histoire

### Origines
Avant la construction du palais de justice, la justice à Chambéry était rendue au cours des derniers siècles en différents lieux.
Lorsque la ville devient capitale politique du comté de Savoie en 1295, le Conseil Résident rend la justice au château, plus tard dénommé Conseil Souverain sous le règne du comte Aymon de Savoie (XIVe siècle). Entre 1536 et 1559, lors de l'occupation française, ce Conseil Souverain est remplacé par un Parlement institué par François Ier, par la suite déclaré Cour Souveraine sous le règne d'Henri II. À l'issue de l'occupation, Emmanuel-Philibert de Savoie instaure le Souverain Sénat de Savoie, installé pendant près de trois siècles dans le couvent des Dominicains, aujourd'hui disparu mais alors situé non loin du palais de justice actuel.
Le Sénat de Savoie est remplacé durant la première annexion de la Savoie à la France entre 1792 et 1815 par le Tribunal Criminel du Mont Blanc, qui siège à l'hôtel d'Allinges, rue Juiverie. Il s'agit en outre de la seule période de l’histoire durant laquelle Chambéry dépend de la juridiction de Grenoble, ce qui n'avait en effet pas été le cas lors des précédentes occupations françaises.
Après 1815, le Sénat de Savoie retrouve son activité et ses locaux au couvent Saint-Dominique avant de rejoindre à son tour l'hôtel d'Allinges en 1830, le couvent devenu vétuste devant être démoli. En 1848, à la suite du statut albertin ayant instauré un Sénat comme chambre haute, l'édit du 4 mars 1848 transforme le Sénat de Savoie en une cour d'appel royale,. C'est à ce titre qu'est décidée cette même année la construction d'un palais de justice destiné aux activités de cette nouvelle cour d'appel de Chambéry.

### Construction
Les plans du futur édifice sont confiés dans un premier temps à l’architecte chambérien Pierre-Louis Besson. En effet, l'inspecteur du génie civil sarde Ernesto Melano lui préfère par la suite l'ingénieur piémontais Pierre Spurgazzi, ce-dernier reprenant toutefois les plans de Besson.
L'emplacement ne pouvait être envisagé sur le site de l'ancien couvent des Dominicains dans la mesure où la ville de Chambéry le destinait à la construction d'un marché couvert, constituant aujourd'hui encore les Halles de Chambéry. Il est finalement décidé de réduire l'extrémité du jardin du Verney proche de la ville pour installer le futur palais de justice, à la fois puisqu'il s'avère le seul espace de taille suffisante pour un tel édifice à cet endroit, mais aussi en raison de sa proximité avec les prisons, les transfèrements de prisonniers étant effectués à pieds dans le centre.
La première pierre du monument est posée le 27 mai 1850 par le roi Victor-Emmanuel II, accompagné de la reine Adélaïde de Habsbourg-Lorraine, du prince et de plusieurs ministres. Dans le même temps, celui-ci scelle dans les fondations (« pierre fondamentale ») une cassette en palissandre contenant 10 pièces en or et en argent ainsi que des médailles à son effigie et à celle du roi Charles-Albert. Son également présents le syndic de Chambéry et Mgr Billiet.
La construction du palais de justice s'étale sur la décennie qui suit mais les locaux sont occupés au fur et à mesure de leur achèvement, jusqu'en 1860.

### Inauguration

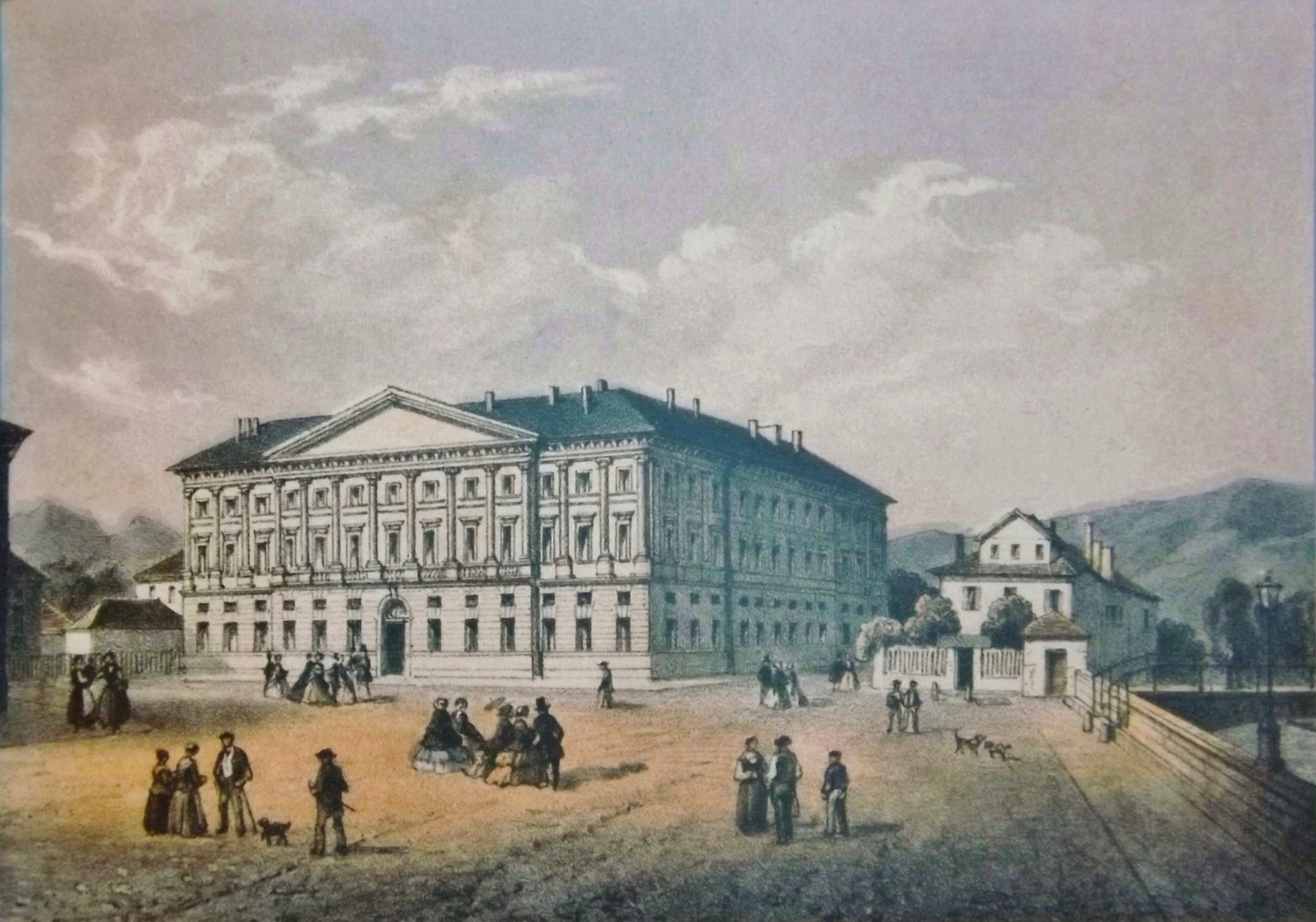
Le palais de justice de Chambéry vers 1860 (lithographie d'Isidore Deroy).

Le palais de justice de Chambéry ne connaîtra aucune inauguration officielle. En effet, c'est au sein même de ce tout nouveau bâtiment, dans la salle des séances solennelles, que sont proclamés le 29 avril 1860 les résultats du plébiscite sur l'annexion de la Savoie à la France, lesquels sont en faveur d'un tel rattachement.
Alors que l’annexion est officialisée en juin 1860, finalement ni l'administration sarde à laquelle Chambéry n'est plus rattachée, ni l'administration française étrangère à l’édification du monument, n'inaugurent officiellement le nouveau palais de justice de Chambéry,.
L'édifice est alors considéré inauguré lors de l'installation solennelle du premier procureur général français de la nouvelle Cour impériale le 28 juin 1860.

## Description
Le palais de justice de Chambéry est un édifice imposant d'architecture sarde et de style néo-classique, avec notamment la présence de nombreuses colonnes.
Ses façades sont très colorées, à l'extérieur comme à l'intérieur puisqu'il possède une cour intérieure, bordée de portiques et de colonnes engagées dans les murs.

### Façades extérieures

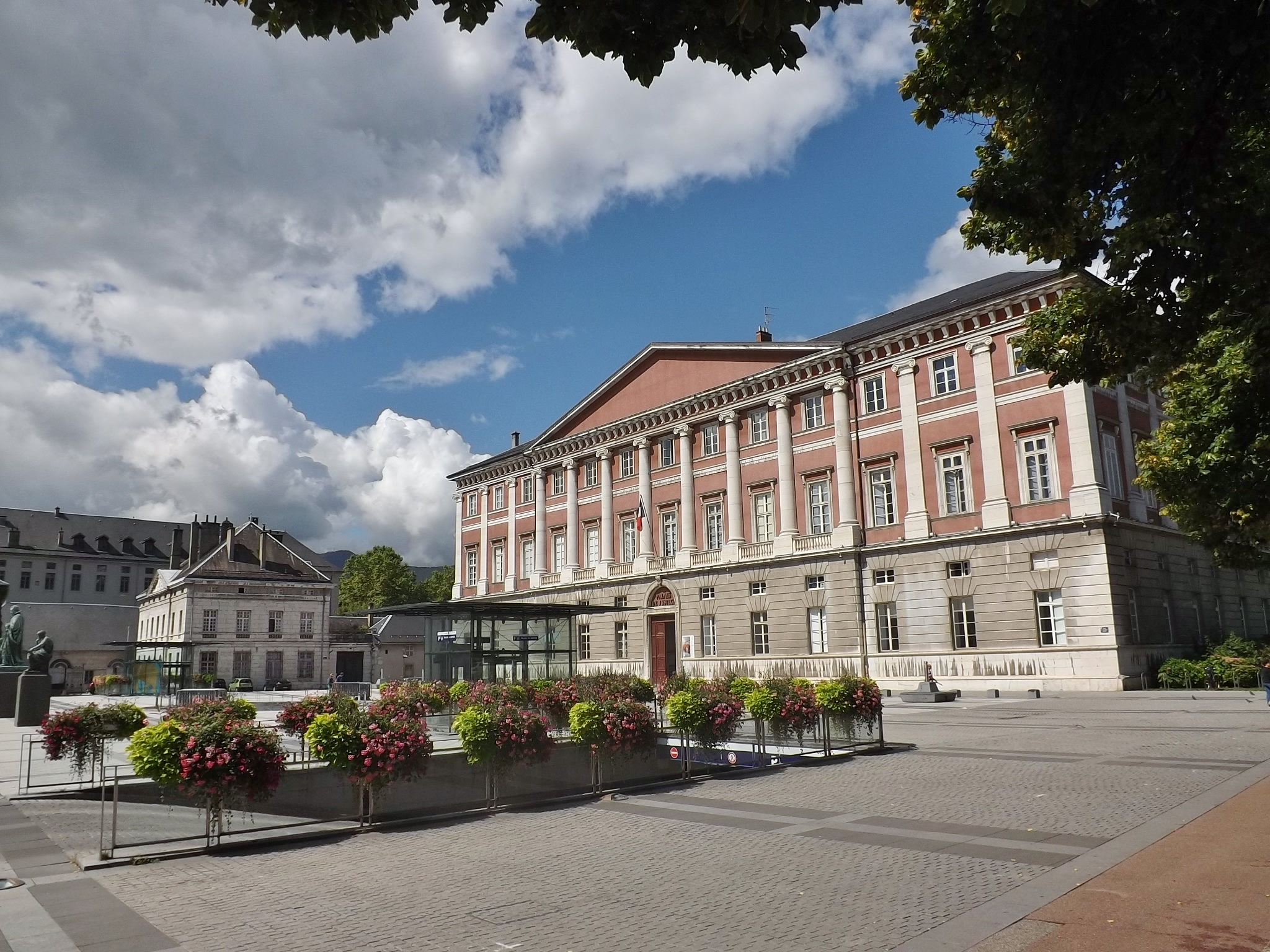
Façade principale du palais de justice sur laquelle se distinguent les colonnes ioniques du centre sous le fronton.

Les façades extérieures du palais de justice de Chambéry sont toutes constituées de deux parties distinctes : un soubassement en pierre au niveau du rez-de-chaussée et treize travées de couleur « rouge sarde » au niveau des 1er et 2e étages. Cette couleur remonte aux travaux de ravalement survenus en 1976 puisque les murs étaient à l'origine recouverts d'un enduit jaune.
Alors que l'ensemble de l'édifice présente cette disposition, le centre de la façade principale comporte pour sa part quelques particularités. Celle-ci présente en effet un avant-corps sur lequel repose un fronton triangulaire de la même couleur rouge sarde que les travées.
Au niveau du soubassement, c'est au centre de cet avant-corps que se trouvent les portes d'entrée en bois massif. Au niveau supérieur, l'avant-corps compte sept travées sur les treize que compte la façade principale, soit trois de part et d'autre. Ces sept travées sont séparées par des colonnes ioniques engagées, tandis que toutes les autres travées des quatre façades sont séparées par des pilastres. Sur la façade principale, leur taille et leur couleur très proches des colonnes de l'avant-corps donnent une impression de continuité architecturale. Enfin, entre le soubassement et les sept travées de l’avant-corps se trouve une balustrade de pierres.
Le fronton surplombant l'avant-corps de la façade principale ne comporte qu'un fond de couleur rouge sarde sans aucune autre décoration. Bien que celle-ci ait initialement été prévue, les incertitudes politiques et financières relatives à l'annexion de la Savoie pressentie n'ont pas permis de les réaliser.

### Cour intérieure

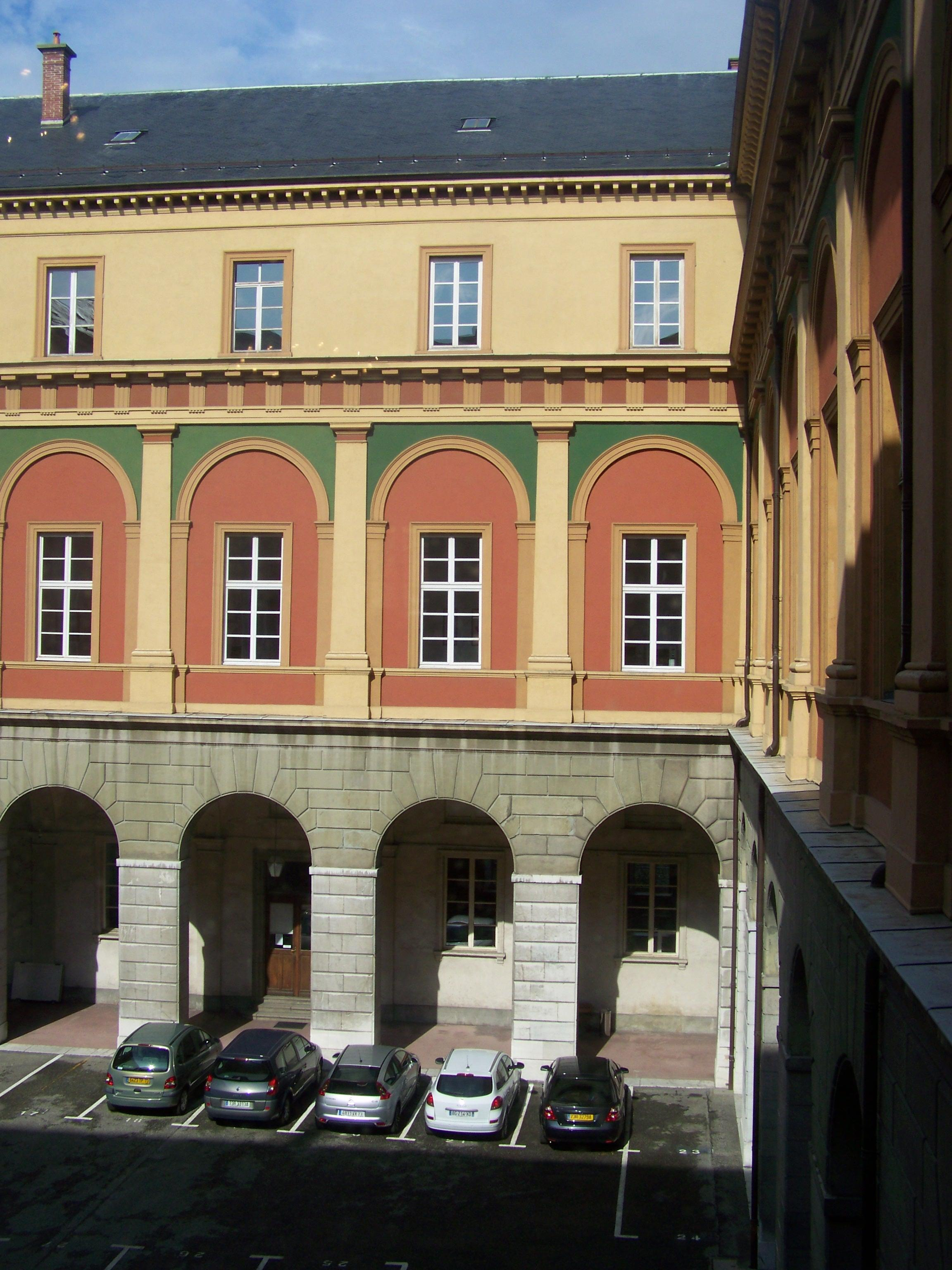
Façades de la cour intérieure.

Les façades de la cour intérieure du monument comportent elles aussi des couleurs vives et majoritairement chaudes avec, outre la présence de rouge sarde, une forte présence de jaune.
À la différence des façades extérieures, les soubassements en pierre de la cour intérieure comportent des portiques. En outre, les pilastres du niveau supérieur ne concernent que le 1er étage, le 2e étage en étant dépourvus. Les fenêtres du 1er étage sont surmontées d'arcades, lesquelles présentent des touches de couleur verte sur leur partie supérieure.
Le style de cette cour intérieure est influencé par celui d'Antonio da Sangallo le Jeune et d'Andrea Palladio.
À l'origine, le palais de justice de Chambéry avait été souhaité et conçu pour être traversant, ce pourquoi une autre porte d'entrée a été installée en face de la porte principale dans le bâtiment opposé. Cette porte, donnant sur le parc du Verney, faisait de la cour intérieure du palais de justice un passage public entre la ville et les jardins. Ce rôle de passage public continu a été limité dans un premier temps en 1960 avec la décision prise de ne l’ouvrir qu'aux heures d'ouverture de l'édifice, puis dans un deuxième temps avec la fermeture définitive de la porte arrière faisant disparaître définitivement cet aspect de passage traversant.
Cette cour intérieure est composée d'un rez-de-chaussée déambulatoire à arcades. Les galeries suivent l'ensemble des quatre façades du bâtiment et permettent un accès direct aux salles du rez-de-chaussée et des étages par des portes et escaliers lettrés de A à I. En revanche, l'escalier d'honneur, qui permet l’accès au salon de réception et à la salle des audiences solennelles du palais de justice, est situé immédiatement à droite après l'entrée principale et donc avant l’arrivée dans les galeries de la cour intérieure.

### Lieux d'intérêt patrimonial
Escalier d'honneur

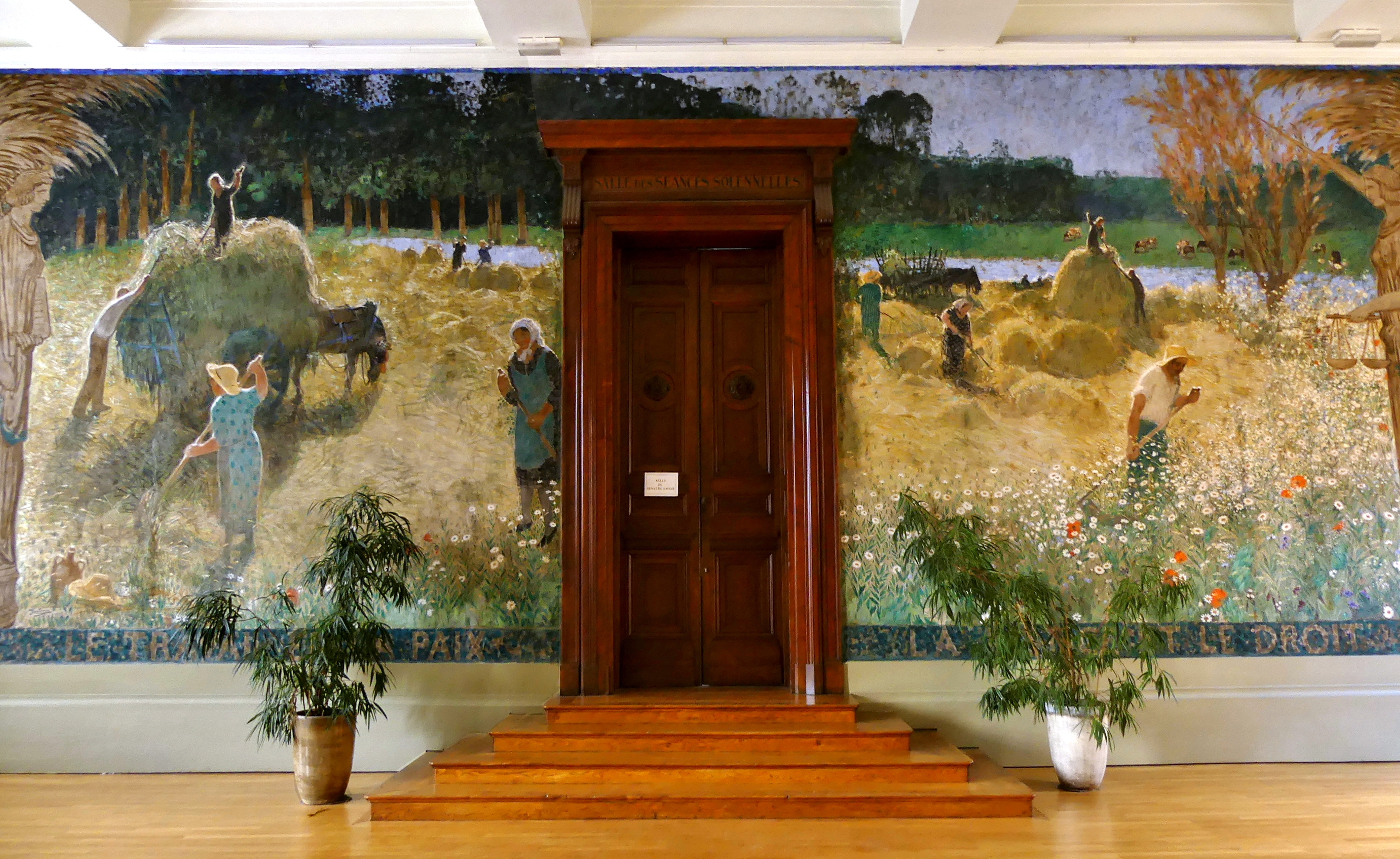
Fresque de la salle des pas perdus.

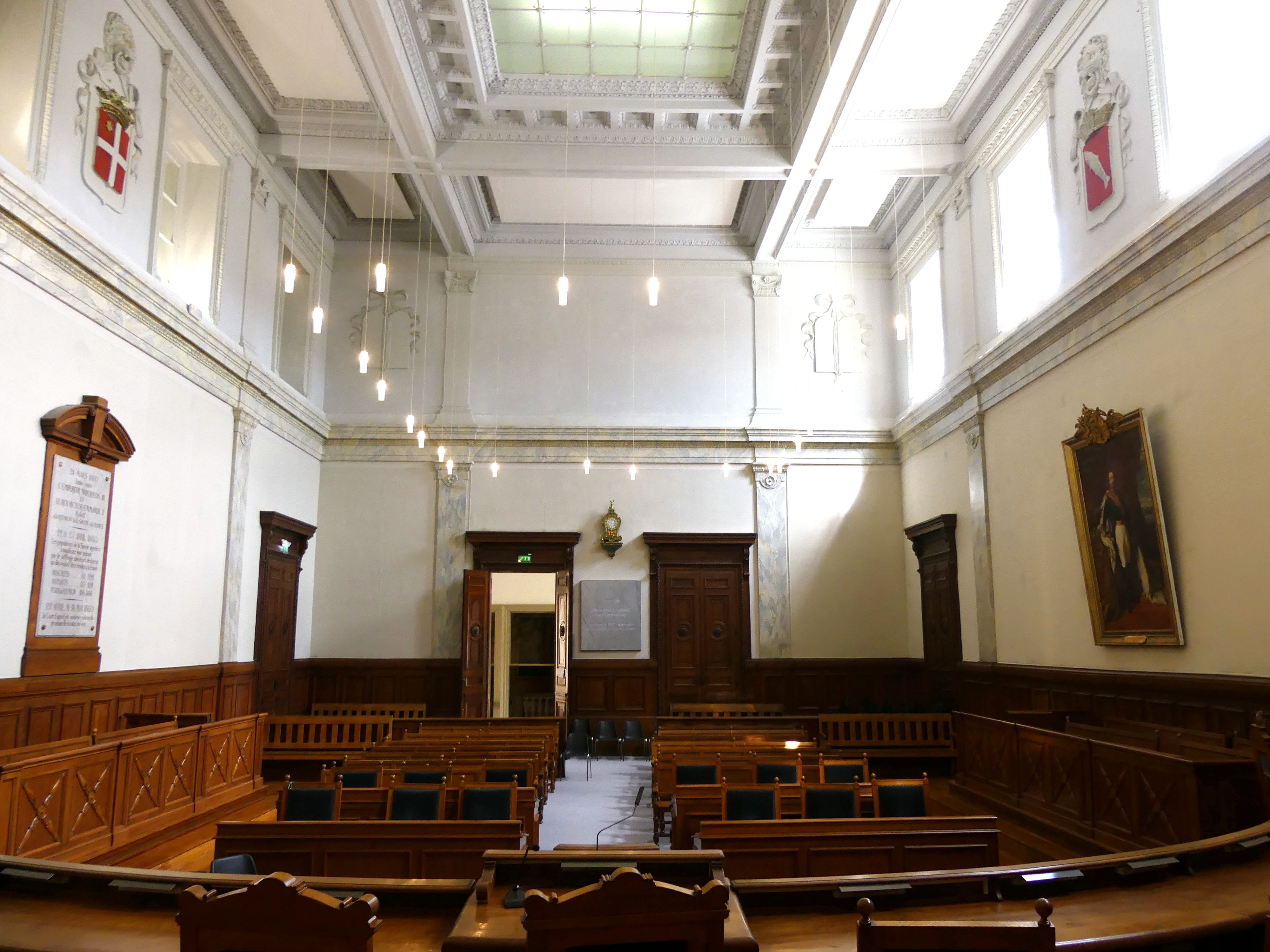
Salle des audiences solennelles.

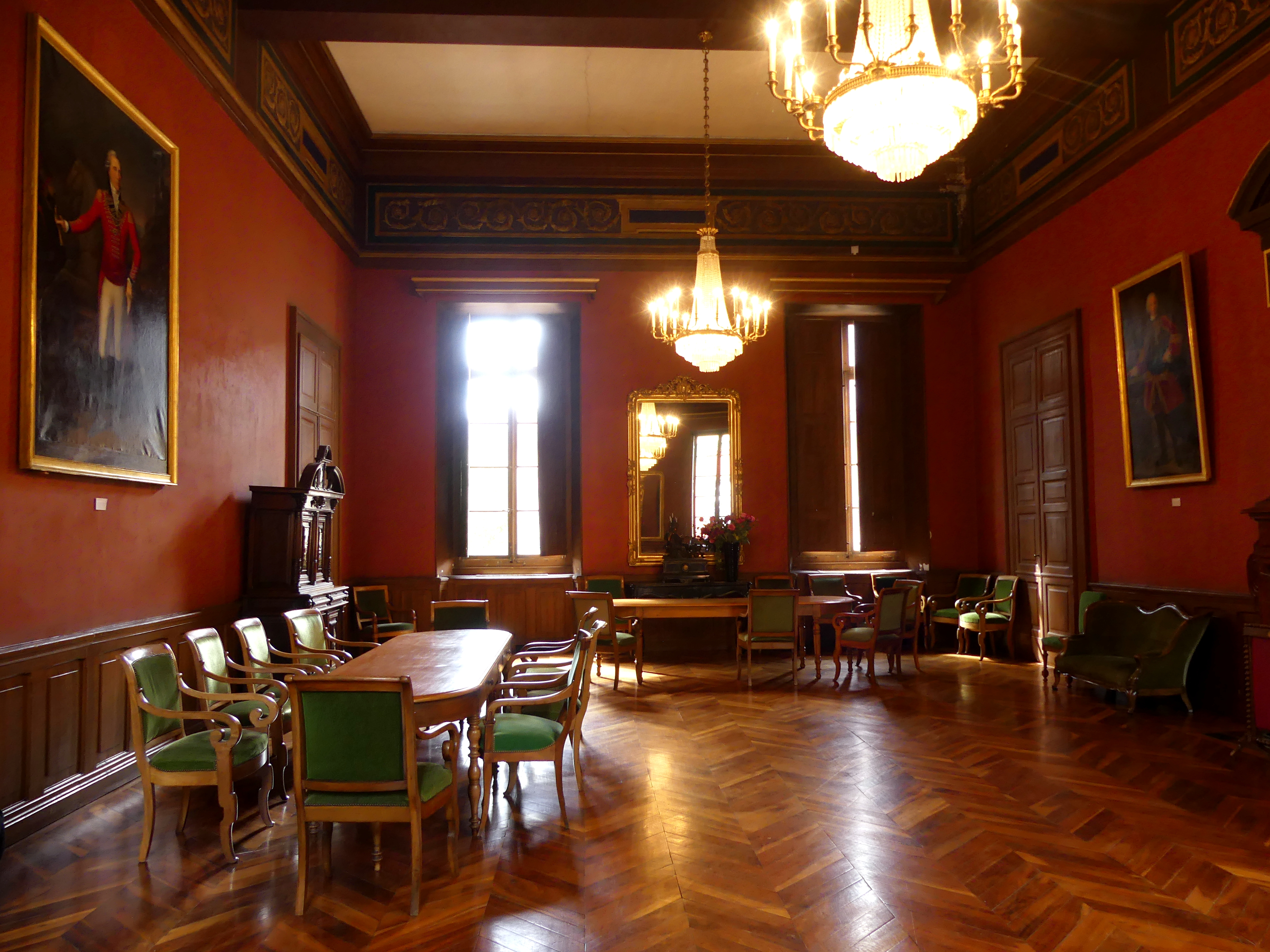
Salon de réception, dit Salon Napoléon.

Immédiatement sur la droite après le franchissement de la grande porte d'entrée, se dresse un escalier d'honneur menant uniquement au premier étage du bâtiment, dans la partie située au niveau des balcons et des colonnes de la façade principale. Il s'agit d'un escalier en deux volées avec un palier intermédiaire.
Salle des pas perdus
La première salle de l’étage sur laquelle débouche l’escalier d'honneur est le vestibule, aussi appelé la salle des pas perdus. Cette pièce comprend depuis 1939 une large fresque recouvrant l'ensemble de l'un de ses murs. Cette fresque est peinte par l'artiste parisien Pierre Eugène Montézin sur les thèmes « Le travail et la paix » et « La justice et le droit », thèmes inscrits au bas de la fresque. Elle représente notamment des scènes de fenaison dans les champs et encadre la porte d'entrée principale à la salle des séances solennelles.
La salle des pas perdus comprend également trois tableaux : un tableau peint en 1899 par le Chambérien Jacques Morion et représentant le lac du Bourget, un tableau monumental du peintre officiel du roi de Piémont-Sardaigne Laurent Pécheux réalisé en 1800 et intitulé Auguste faisant un sacrifice au Dieu Mars, et enfin un tableau d'Eugène Leygue intitulé « Les Fiancés ».
Salle des séances solennelles
La salle des séances solennelles, aussi appelée salle des audiences solennelles, est une salle d'audience située en deçà de la salle des pas perdus, en particulier derrière la fresque. C'est en ce lieu que sont proclamés le 29 avril 1860 à 14:00 les résultats du référendum entérinant le rattachement définitif de la Savoie à la France. Une plaque de marbre rappelle ce référendum, ses résultats et sa proclamation sur l'un des murs latéraux de la salle, tandis que sur le mur opposé se trouve un tableau de l'empereur Napoléon III offert par lui-même à la cour d'appel.
À l'extrémité de la salle, derrière la tribune sur laquelle siègent les magistrats, se trouvent la masse d'armes et baguettes d'argent des huissiers de l’ancien Sénat de Savoie.
Galerie
En arrivant de la salle des pas perdus, une galerie longe la salle des séances solennelles pour rallier le salon Napoléon. Cette galerie comprend plusieurs tableaux, dont le plus important est situé à son extrémité, peint par Stanislas Loyer en 1863 et représentant saint François de Sales convertissant deux hérétiques.
Est également exposée contre l'un des murs latéraux de la galerie la chasuble de saint François de Sales.
Salon Napoléon
À l'autre extrémité de la galerie se trouve le salon Napoléon, donnant à présent sur la façade ouest du palais de justice. Il s'agit du salon de réception prévu pour la cour d'appel. Il tire son nom de la présence d'un buste de l’empereur Napoléon Ier au centre de la cheminée monumentale.
Cette cheminée est encadrée de part et d'autre par des tableaux de deux souverains de Savoie peints par la portraitiste Maria Giovanna Clementi dite « La Clementina ».
Bibliothèque
Enfin, le palais de justice de Chambéry possède une bibliothèque, la bibliothèque de la cour d'appel, dite aussi Bibliothèque Lamartine. C'est en son sein qu'avaient été conservées les archives du Sénat de Savoie jusqu'à leur transfert aux Archives départementales de la Savoie en 1937.

## Protections

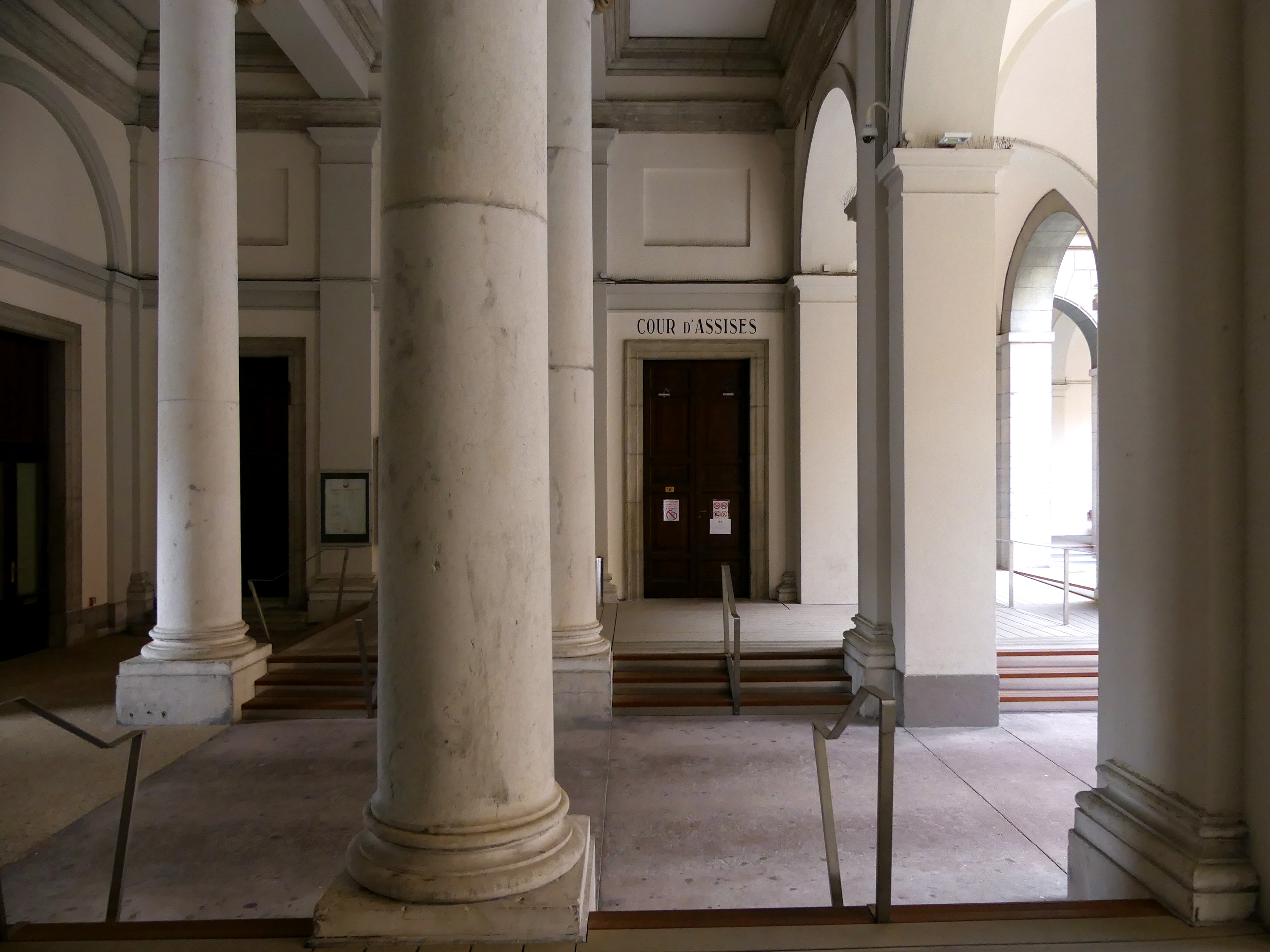
Galerie à arcades à l'entrée.

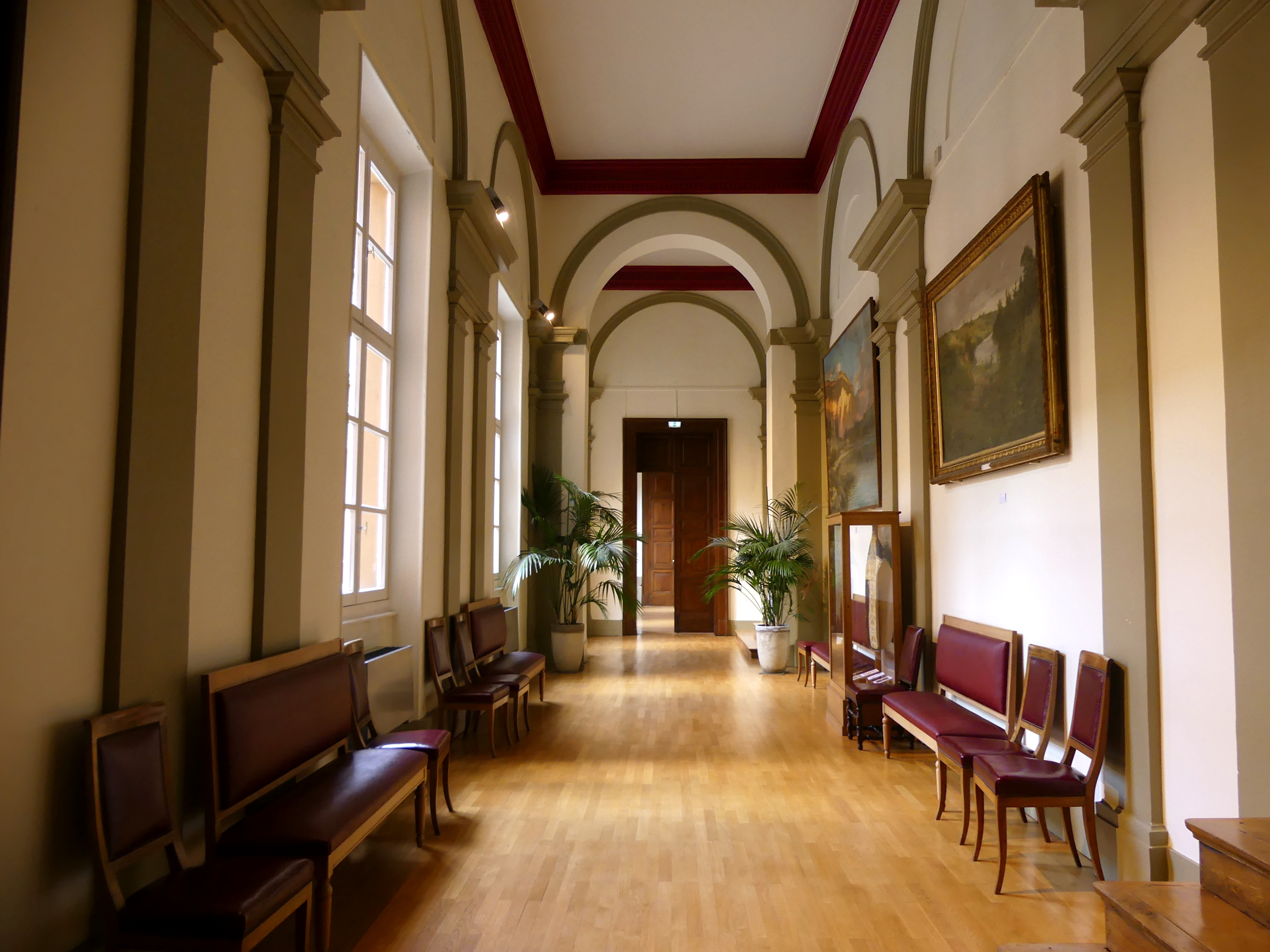
Galerie du premier étage.

Le palais de justice de Chambéry fait l'objet d'une inscription partielle au titre des monuments historiques depuis le 29 août 1984. Les éléments d'architecture protégés sont les façades et les toitures donnant sur l'extérieur et la cour intérieure, la galerie à arcades, les deux péristyles, l'escalier d'honneur, la salle des séances solennelles et les deux galeries sud du premier étage.
En outre, sept biens mobiliers inventoriés dans la base Palissy et faisant l'objet d'une protection au titre des monuments historiques sont installés dans le palais de justice de Chambéry :
- la chasuble de Saint François de Sales, du XVIe siècle, située dans l'une des galeries du premier étage et inscrite en 1999 ;
- le cartel et la console de l'horloge murale, du XVIIIe siècle, située dans la salle des séances solennelles et classée en 1978 ;
- le tableau du portrait présumé du souverain Victor-Amédée III, peint par La Clementina au XVIIIe siècle, situé dans le Salon Napoléon et classé en 1978 ;
- le tableau du portrait présumé du souverain Charles-Emmanuel III, peint par La Clementina au XVIIIe siècle, situé dans le Salon Napoléon et classé en 1978 ;
- les deux armoires à deux corps à décor d'émail, du XIXe siècle, situées dans le Salon Napoléon et inscrites en 1999 ;
- les masses de l’ancien Sénat de Savoie, du XIXe siècle, situées dans la salle des séances solennelles et classées en 1978.

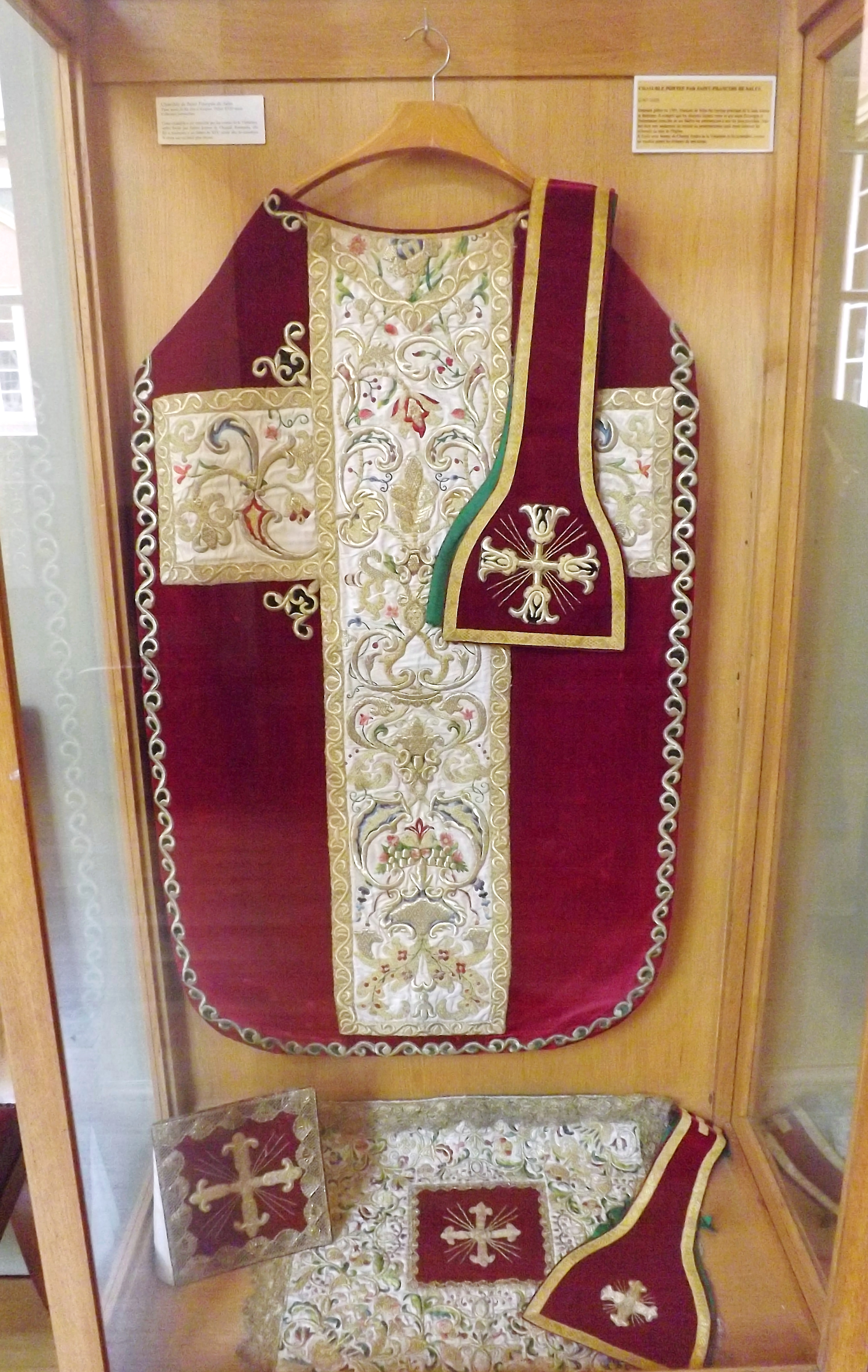
Chasuble de François de Sales.
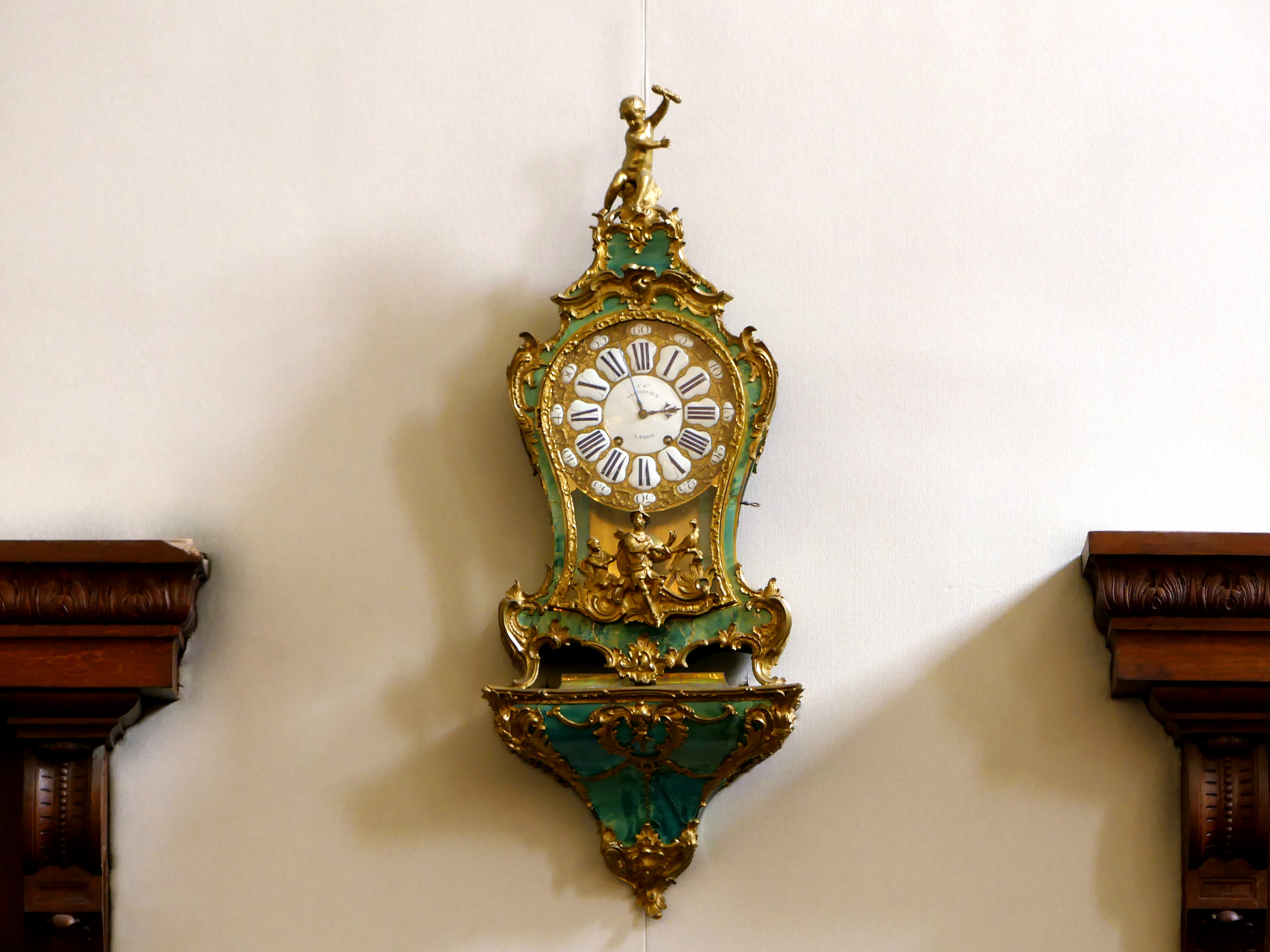
Cartel et console de l’horloge murale.
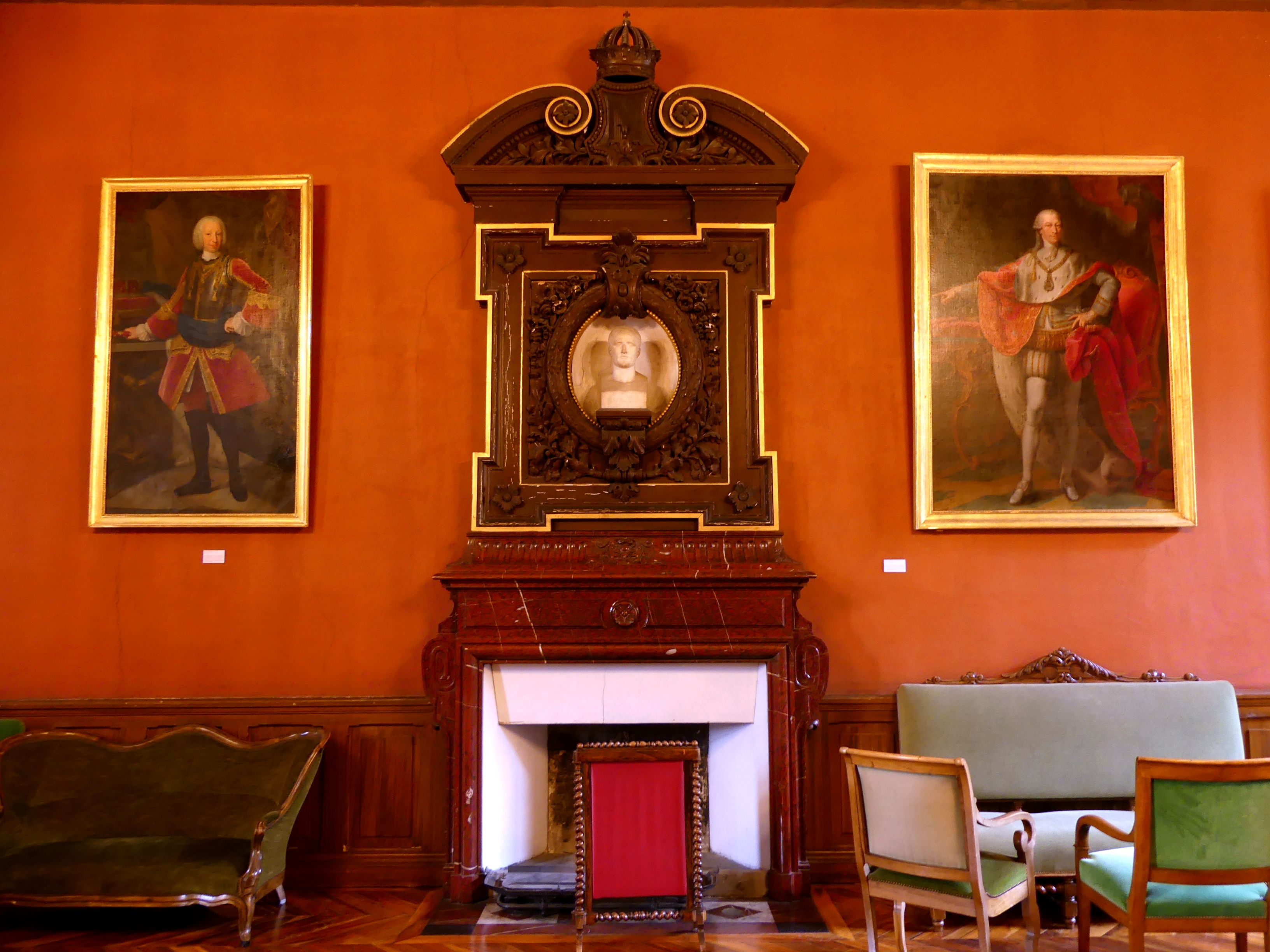
Tableaux de La Clementina des souverains de Savoie.
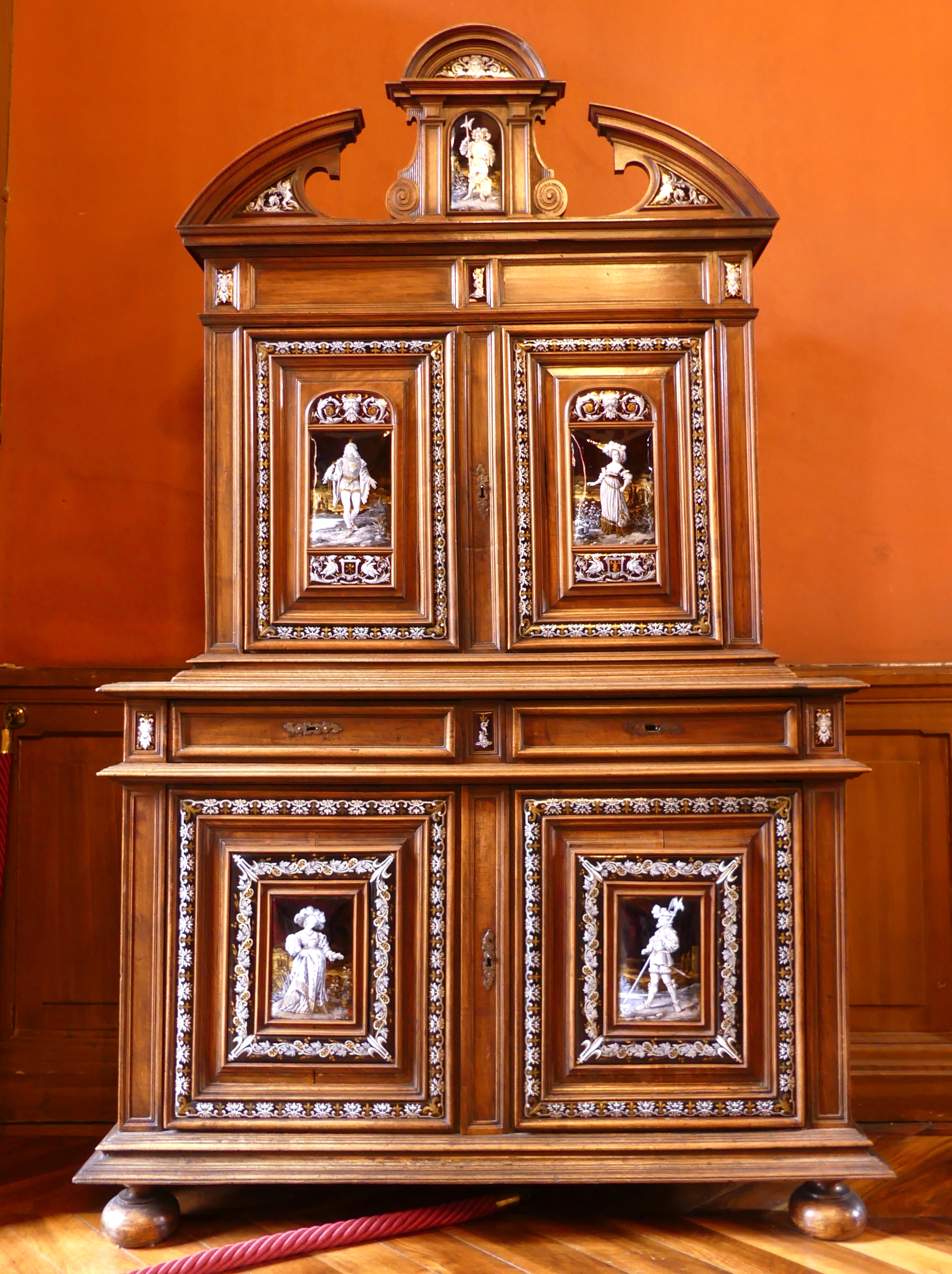
Armoire à deux corps à décor d'émail 1.
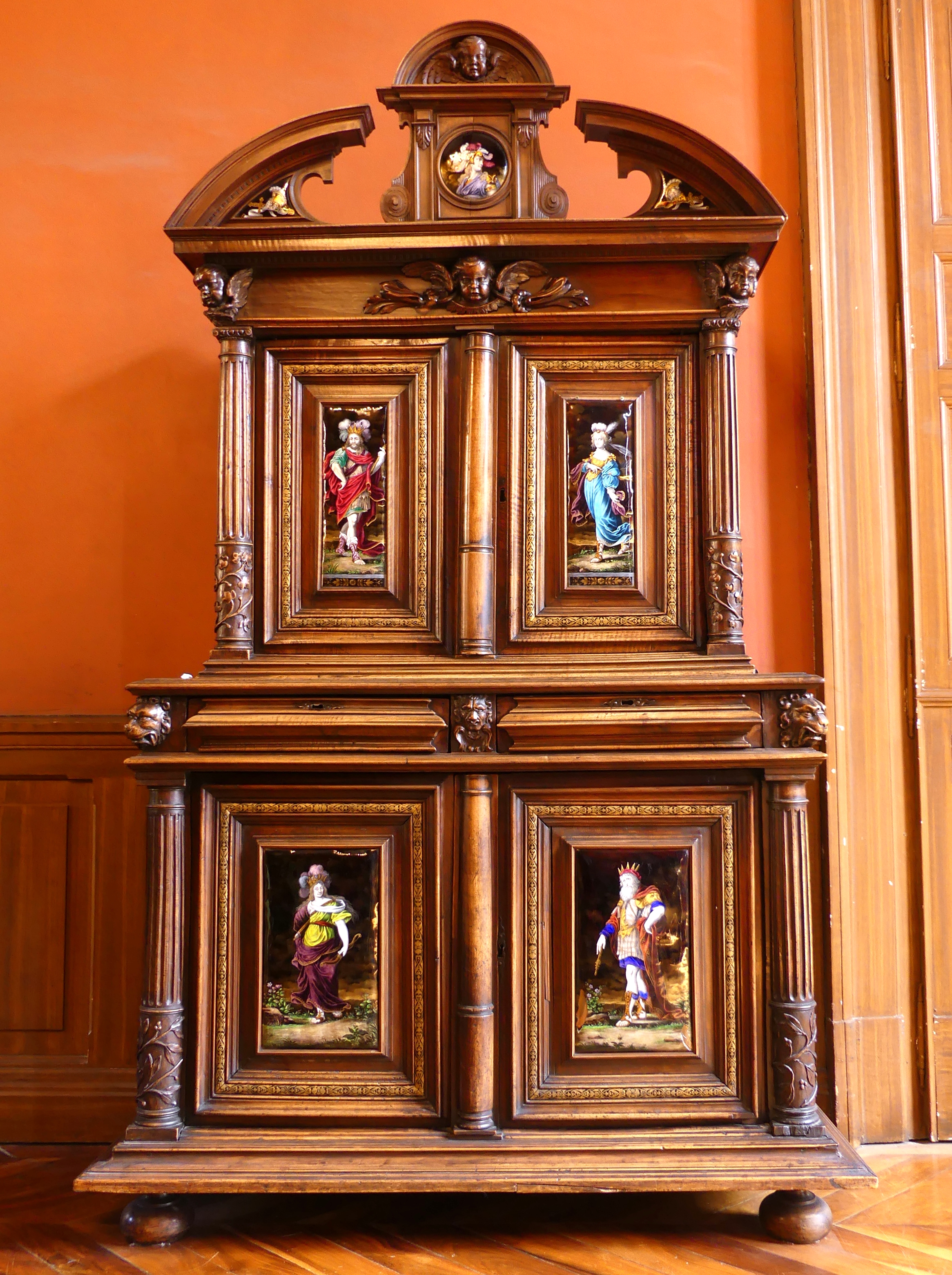
Armoire à deux corps à décor d'émail 2.
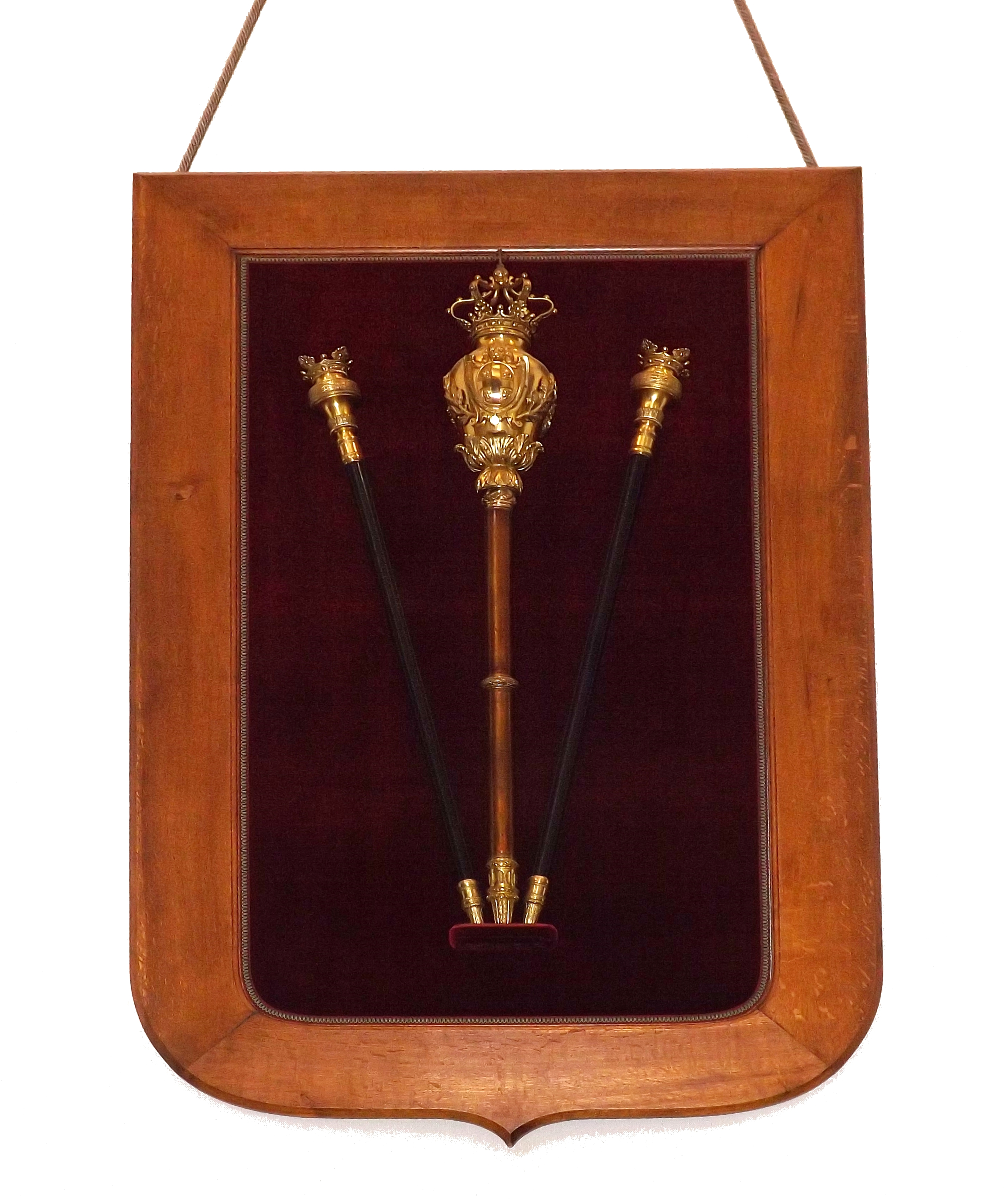
Masse et baguettes du Sénat de Savoie.